# مدينة الله (كتاب)
مدينة الإله (العنوان الكامل باللاتينية هو: De Civitate Dei contra Paganos، ويعني: مدينة الإله في مواجهة الوثنيين) هو كتابٌ في الفلسفة المسيحية كتبه باللغة اللاتينية القديمة المؤلف أوغسطينوس خلال القرن الخامس بعد الميلاد. كان الكتاب رداً على أقوالٍ انتشرت في ذلك الحين، تزعم أن المسيحية كانت سبباً في انحطاط الإمبراطورية الرومانية.
يدرس الكتاب على نطاق واسع في المعاهد المسيحية والكنسيّة حيث يعتبر الكتاب أحد أهمّ أعمال الفيلسوف أوغسطينوس، إلى جانب بضعة كتبٍ أخرى مثل اعترافات القديس أوغسطين وغيره. كان مؤلّف هذا الكتاب أحد أبرز آباء الكنيسة وأكثرهم تأثيراً في عصره، مما جعله حجر أساسٍ في تشكيل الفكر الغربي بتلك الفترة، وذلك بطرحه بضعة أسئلةٍ جوهرية في علم اللاهوت مثل معانة الخيّرين ووجود الشر وتناسب حرية الإرادة مع المعرفة المطلقة.

## التاريخ
كان نهب روما على أيدي القوط في سنة 410م صدمة كبيرة للرومان القدماء، إذ إنَّ المدينة ظلَّت حصينة وآمنة لقرون طويلة حتى أنَّه اعتقد أنها منيعة ضد أي خطر. انتشر اعتقادٌ عام بعد نهب المدينة بأنَّه كان عقاباً إلهياً لترك أهلها الدين الروماني القديم واتّباعهم المسيحية الكاثوليكية عوضاً عنه. من هذا المنطلق، جاء كتاب مدينة الإله كاستجابة لهذه المزاعم وكنصيحة للمسيحيين، حيث زعم أوغسطينوس بأن المسيحية ورغم كونها سبباً في نهب روما، إلا أنَّها كانت سبباً في نجاحها وازدهارها أيضاً. وقال في نُصح المسيحيين أنه رغم زوال الحكم البشري للإمبراطورية الرومانية للآن، لكن مدينة الإله هي المدينة التي ستنتصر في النهاية. ركز كتاب أوغسطينوس إلى حدٍّ بعيد على فكرة الجنة (التي كانت موضوعاً للعديد من الكتابات المسيحيية في ذلك الحين). مع أن المسيحية كانت قد أعلنت ديناً رسمياً للإمبراطورية الرومانية، إلا أن أوغسطينوس أصرَّ على أنها كانت رسالة روحانيَّة لا سياسية.
تتمحور فكرة الكتاب الرئيسية حول ما يدعوه أوغسطينوس صراعاً كان قائماً طوال تاريخ البشر بين «مدينة البشر» و«مدينة الإله»، وبحسب زعمه، فإنَّ الصراع سينتهي بانتصار مدينة الإله. أما ماهية «مدينة الإله»، فهي تمثّل وفقاً له الناس الذين نسوا متع الدنيا ليكرِّسوا أنفسهم للآخرة وللدين المسيحي. بينما «مدينة البشر» تمثل من ألهوا أنفسهم بالدنيا ومتعها الزائلة ونسوا الآخرة.